# Rivière Rouge (vattendrag i Kanada, Québec, lat 45,44, long -72,36)
Rivière Rouge är ett vattendrag i Kanada.   Det ligger i provinsen Québec, i den sydöstra delen av landet, 260 km öster om huvudstaden Ottawa.
I omgivningarna runt Rivière Rouge växer i huvudsak blandskog. Runt Rivière Rouge är det glesbefolkat, med 11 invånare per kvadratkilometer.